# Novara Calcio 1991-1992
Questa voce raccoglie le informazioni riguardanti il Novara Calcio nelle competizioni ufficiali della stagione 1991-1992.

## Stagione
Nella stagione 1991-1992 il Novara disputò l'undicesimo campionato di Serie C2 della sua storia.

## Divise e sponsor
| 1ª divisa | 2ª divisa |

## Organigramma societario
Area direttiva
- Presidente: Walter Stipari
- Direttore sportivo: Roberto Bacchin
- Segretaria: Lorella Matacera

Area tecnica
- Allenatore: Enrico Nicolini

## Rosa
| N. |                   | Ruolo | Calciatore             |
| -- | ----------------- | ----- | ---------------------- |
|    | Italia (bandiera) | P     | Enzo Bettini           |
|    | Italia (bandiera) | P     | Paolo Vianoli          |
|    | Italia (bandiera) | D     | Gianluca Birtig        |
|    | Italia (bandiera) | D     | Alberto Castiglioni    |
|    | Italia (bandiera) | D     | Moreno Farsoni         |
|    | Italia (bandiera) | D     | Gianluca Pacioni       |
|    | Italia (bandiera) | D     | Carlo Riviezzi         |
|    | Italia (bandiera) | C     | Ugo Armanetti          |
|    | Italia (bandiera) | C     | Alessandro Costa       |
|    | Italia (bandiera) | C     | Alessandro Di Vincenzo |

| N. |                   | Ruolo | Calciatore            |
| -- | ----------------- | ----- | --------------------- |
|    | Italia (bandiera) | C     | Matteo Ferraris       |
|    | Italia (bandiera) | C     | Gabriele Mainino      |
|    | Italia (bandiera) | C     | Alessandro Marcellino |
|    | Italia (bandiera) | C     | Rinaldo Piraccini     |
|    | Italia (bandiera) | C     | Alessandro Sala       |
|    | Italia (bandiera) | C     | Maurizio Testa        |
|    | Italia (bandiera) | C     | Gaspare Uzzardi       |
|    | Italia (bandiera) | C     | Marco Cavicchia       |
|    | Italia (bandiera) | A     | Massimo Cicconi       |
|    | Italia (bandiera) | A     | Giuseppe Folli        |
|    | Italia (bandiera) | A     | Christian Guatteo     |

## Risultati

### Serie C2

#### Girone d'andata
| Arbitro: | Bizzotto (Castelfranco Veneto) |

|                 |           |                                   |
| Maffioletti 46’ | Marcatori | 21’ (rig.) Pacioni 40’, 86’ Folli |

| Arbitro: | Alban (Bassano del Grappa) |

|                              |           |  |
| Di Vincenzo 11’ Riviezzi 43’ | Marcatori |  |

| Arbitro: | Pisacreta (Salerno) |

|                                 |           |                    |
| Rossi 15’, 35’ (rig.) Sambo 85’ | Marcatori | 32’ (rig.) Pacioni |

| Arbitro: | Lelli (Grosseto) |

|                    |           |            |
| Pacioni 15’ (rig.) | Marcatori | 3’ Girelli |

| Arbitro: | Giove (Bari) |

|           |           |  |
| Pozzi 67’ | Marcatori |  |

| Arbitro: | Cavanna (Roma) |

|                              |           |  |
| Cavicchia 22’ Marcellino 39’ | Marcatori |  |

| Arbitro: | D'Errico (Frattamaggiore) |

|                               |           |                |
| Rusconi 11’, 90’ Meneghel 72’ | Marcatori | 46’ Marcellino |

| Arbitro: | Freddi (Sassari) |

|                                                 |           |                    |
| Pacioni 31’ (rig.) Marcellino 79’ Armanetti 85’ | Marcatori | 54’ (rig.) Vignola |

| Arbitro: | Bazzi (Modena) |

|                                 |           |  |
| Riviezzi 31’ (aut.) Baldini 60’ | Marcatori |  |

| Arbitro: | Ercolino (Cassino) |

|               |           |  |
| Cavicchia 88’ | Marcatori |  |

| Arbitro: | Cirotti (Roma) |

|             |           |                    |
| Scienza 10’ | Marcatori | 67’ (rig.) Pacioni |

| Arbitro: | Messina (Bergamo) |

|             |           |  |
| Cicconi 13’ | Marcatori |  |

| Solbiate Arno 8 dicembre 1991 | Solbiatese         | 0 – 0 | Novara | Stadio Felice Chinetti\| Arbitro: \| Montesano (Napoli) \| |
| Arbitro:                      | Montesano (Napoli) |       |        |                                                            |

| Novara 15 dicembre 1991 | Novara                         | 0 – 0 | Cuneo | Stadio Comunale\| Arbitro: \| Bizzotto (Castelfranco Veneto) \| |
| Arbitro:                | Bizzotto (Castelfranco Veneto) |       |       |                                                                 |

| Arbitro: | Branzoni (Pavia) |

|                   |           |  |
| Pau 12’ Ennas 84’ | Marcatori |  |

| Arbitro: | Curotti (Piacenza) |

|             |           |          |
| Cicconi 48’ | Marcatori | 30’ Elli |

| Arbitro: | Santoruvo (Bari) |

|              |           |  |
| Truddaiu 31’ | Marcatori |  |

| Arbitro: | Patessio (Pordenone) |

|                  |           |             |
| Cicconi 26’, 90’ | Marcatori | 69’ Porrino |

| Arbitro: | De Santis (Tivoli) |

|                           |           |            |
| Pacioni 67’ Armanetti 76’ | Marcatori | 70’ Perina |

#### Girone di ritorno
| Arbitro: | Rossi (Rovigo) |

|  |           |                               |
|  | Marcatori | 3’, 66’ Maffioletti 49’ Cefis |

| Arbitro: | Casaluci (Lecce) |

|                           |           |           |
| Dall'Orso 47’ Guiotto 52’ | Marcatori | 86’ Folli |

| Arbitro: | Russo (Pescara) |

|               |           |                          |
| Armanetti 69’ | Marcatori | 10’ Francioso 48’ Fiorio |

| Arbitro: | Capozzi (Vicenza) |

|  |           |                                  |
|  | Marcatori | 12’ Pacioni 57’ (rig.) Armanetti |

| Arbitro: | Bertocci (Genova) |

|                 |           |  |
| Di Vincenzo 84’ | Marcatori |  |

| Arbitro: | Paterna (Teramo) |

|              |           |  |
| Raggi II 51’ | Marcatori |  |

| Arbitro: | Calabrese (Avezzano) |

|  |           |            |
|  | Marcatori | 19’ Strada |

| Arbitro: | Cicogna (San Donà di Piave) |

|            |           |               |
| Romiti 73’ | Marcatori | 88’ Armanetti |

| Novara 5 aprile 1992 | Novara            | 0 – 0 | Trento | Stadio Comunale\| Arbitro: \| Ferlito (Catania) \| |
| Arbitro:             | Ferlito (Catania) |       |        |                                                    |

| Arbitro: | Longo (Paola) |

|                             |           |                                                   |
| Mantovani 22’ Del Sorbo 28’ | Marcatori | 36’ (aut.) Mantovani 49’ Armanetti 73’ Marcellino |

| Arbitro: | Pin (Conegliano Veneto) |

|                 |           |  |
| Di Vincenzo 52’ | Marcatori |  |

| Arbitro: | Nucini (Bergamo) |

|                            |           |  |
| Gubellini 67’ Civolani 75’ | Marcatori |  |

| Novara 10 maggio 1992 | Novara           | 0 – 0 | Solbiatese | Stadio Comunale\| Arbitro: \| Corda (Cagliari) \| |
| Arbitro:              | Corda (Cagliari) |       |            |                                                   |

| Arbitro: | Treossi (Forlì) |

|                                  |           |                          |
| Calamita 5’ (rig.) Foglietti 45’ | Marcatori | 18’ Armanetti 60’ Birtig |

| Novara 24 maggio 1992 | Novara            | 0 – 0 | Tempio | Stadio Comunale\| Arbitro: \| Rigutto (Maniago) \| |
| Arbitro:              | Rigutto (Maniago) |       |        |                                                    |

| Arbitro: | Coppola (Firenze) |

|                                 |           |  |
| Cominetti 22’ (rig.) Spelta 78’ | Marcatori |  |

| Arbitro: | Capozzi (Vicenza) |

|                |           |  |
| Ambrosetti 65’ | Marcatori |  |

| Arbitro: | Piretti (Ravenna) |

|                 |           |           |
| Di Vincenzo 47’ | Marcatori | 36’ Secci |

| Arbitro: | Rizzo (Catania) |

|  |           |             |
|  | Marcatori | 38’ Farsoni |

### Coppa Italia di Serie C

#### Primo turno
| Arbitro: | Baudo (Torino) |

|                                                               |           |                          |
| De Petrillo 5’ Costa 69’ Pacioni 81’ (aut.) Fermanelli II 89’ | Marcatori | 1’ Cicconi 12’ Armanetti |

| Arbitro: | Bizzotto (Castelfranco Veneto) |

|  |           |           |
|  | Marcatori | 81’ Gatto |

| Arbitro: | Sorte (Bergamo) |

|  |           |                                |
|  | Marcatori | 21’ (rig.) Pacioni 43’ Cicconi |

| Arbitro: | Gronda (Genova) |

|                                  |           |            |
| Folli 17’ Di Vincenzo 69’ (rig.) | Marcatori | 87’ Tonini |

## Statistiche

### Statistiche di squadra
| Competizione         | Punti | In casa | In casa | In casa | In casa | In casa | In casa | In trasferta | In trasferta | In trasferta | In trasferta | In trasferta | In trasferta | Totale | Totale | Totale | Totale | Totale | Totale | DR |
| Competizione         | Punti | G       | V       | N       | P       | Gf      | Gs      | G            | V            | N            | P            | Gf           | Gs           | G      | V      | N      | P      | Gf     | Gs     | DR |
| -------------------- | ----- | ------- | ------- | ------- | ------- | ------- | ------- | ------------ | ------------ | ------------ | ------------ | ------------ | ------------ | ------ | ------ | ------ | ------ | ------ | ------ | -- |
| Serie C2             | 37    | 19      | 9       | 7       | 3       | 19      | 12      | 19           | 4            | 4            | 11           | 16           | 27           | 38     | 13     | 11     | 14     | 35     | 39     | -4 |
| Coppa Italia Serie C |       | 2       | 1       | 0       | 1       | 2       | 2       | 2            | 1            | 0            | 1            | 4            | 4            | 4      | 2      | 0      | 2      | 6      | 6      | 0  |
| Totale               | -     | 21      | 10      | 7       | 4       | 21      | 14      | 21           | 5            | 4            | 12           | 20           | 31           | 42     | 15     | 11     | 16     | 41     | 45     | -4 |

### Statistiche dei giocatori[2]
| Giocatore      | Serie C2 | Serie C2 | Coppa Italia Serie C | Coppa Italia Serie C | Totale   | Totale |
| Giocatore      | Presenze | Reti     | Presenze             | Reti                 | Presenze | Reti   |
| -------------- | -------- | -------- | -------------------- | -------------------- | -------- | ------ |
| U. Armanetti   | 35       | 7        | 4                    | 1                    | 39       | 8      |
| E. Bettini     | 38       | -39      | 4                    | -6                   | 42       | -45    |
| G. Birtig      | 27       | 1        | 4                    | 0                    | 31       | 1      |
| A. Castiglioni | 27       | 0        | 2                    | 0                    | 29       | 0      |
| M. Cavicchia   | 28       | 2        | 3                    | 0                    | 31       | 2      |
| M. Cicconi     | 23       | 4        | 4                    | 2                    | 27       | 6      |
| A. Costa       | 10       | 0        | 3                    | 0                    | 13       | 0      |
| A. Di Vincenzo | 32       | 4        | 4                    | 1                    | 36       | 5      |
| M. Farsoni     | 36       | 1        | 4                    | 0                    | 40       | 1      |
| M. Ferraris    | -        | -        | 1                    | 0                    | 1        | 0      |
| G. Folli       | 31       | 3        | 3                    | 1                    | 34       | 4      |
| C. Guatteo     | 7        | 0        | -                    | -                    | 7        | 0      |
| G. Mainino     | -        | -        | 1                    | 0                    | 1        | 0      |
| A. Marcellino  | 30       | 4        | -                    | -                    | 30       | 4      |
| G. Pacioni     | 26       | 7        | 4                    | 1                    | 30       | 8      |
| R. Piraccini   | 24       | 0        | 2                    | 0                    | 26       | 0      |
| C. Riviezzi    | 32       | 1        | 3                    | 0                    | 35       | 1      |
| A. Sala        | 10       | 0        | -                    | -                    | 10       | 0      |
| M. Testa       | 36       | 0        | 4                    | 0                    | 40       | 0      |
| G. Uzzardi     | 33       | 0        | 3                    | 0                    | 36       | 0      |